# Aniceto Garrido Retortillo
Aniceto Garrido Retortillo (nacido en 1910 en Montehermoso, provincia de Cáceres, España) es un albardero, militar y poeta montehermoseño.

## Vida
Aniceto nació en la localidad cacereña de Montehermoso en 1910. Su padre fue albardero y se crio en el ambiente de la profesión. Asistió por primera vez a la escuela desde que tuvo siete años hasta los trece. Después aprendió el oficio paterno dejando la escuela, aunque estuvo yendo a clases nocturnas hasta los 18.
Cuando tenía edad para cumplir el servicio militar no pudo, pues tenía un defecto en la pierna derecha que lo impedía. En la guerra civil española se alistó voluntario en la Falange, donde militó por 22 meses. Su labor le mereció la medalla al mérito.
Según se licenció, solicitó ingresar en el Servicio de Guardería Rural que se había creado en Montehermoso. Con el tiempo se hizo jefe de una plantilla de cinco guardias, y desempeñó este trabajo hasta su jubilación. En ese tiempo se casó a la edad de 50 años, teniendo once hijos.

## Obra
Aniceto compuso poemas tanto en castellano como en extremeño, aunque la mayoría de su producción se halla en castellano, quedando el extremeño para temas más mundanos. No pertenece a ninguna escuela (chamiciana o gabrielana), aunque bebe de escritores castellanos.
A lo largo de sus versos se habla de cosas cotidianas, reflexiones, política y religión. Habla de Extremadura en muchos de sus poemas, haciendo a sus gentes hablar como hablan en los poemas Las lavanderas del charco y Tío Escequiel y tio Silvestre.